# Université Bryant
L'université Bryant (en anglais : Bryant University) est une université privée américaine située à Smithfield dans l'État du Rhode Island. Elle porte le nom de Henry Beadman Bryant.

## Source
- (en) Cet article est partiellement ou en totalité issu de l’article de Wikipédia en anglais intitulé « Bryant University » (voir la liste des auteurs).